# روسكيوجني (باد كاليه)
روسكيوجني، باد كاليه (بالفرنسية: Rocquigny, Pas-de-Calais)‏ هي بلدية تقع في إقليم باد كاليه من منطقة نور با دو كاليه في شمال فرنسا. تبلغ مساحة هذه المدينة 3.73 (كم²)، وترتفع عن سطح البحر 132 م، يبلغ عدد سكانها 295 نسمة حسب إحصاء المعهد الوطني للإحصاء والدراسات الاقتصادية سنة 2009 م. وترأس Marguerite Lefebvre البلدية خلال فترة (2008-2014).